# Lachaussée
Lachaussée – miejscowość i gmina we Francji, w regionie Grand Est, w departamencie Moza.
Według danych na rok 1990 gminę zamieszkiwało 219 osób, a gęstość zaludnienia wynosiła 8 osób/km² (wśród 2335 gmin Lotaryngii Lachaussée plasuje się na 826. miejscu pod względem liczby ludności, natomiast pod względem powierzchni na miejscu 79.).